# أرنغان (غهرة)
أرنغان (بالفارسية: ارنگان) هي مستوطنة تقع في إيران في قسم غهرة الريفي. يقدر عدد سكانها بـ 0 نسمة بحسب إحصاء 2016.